# 恩斯特·康托洛维茨
恩斯特·康托洛维茨（德語：Ernst Hartwig Kantorowicz，1895年5月3日—1963年9月9日），德国历史学家，研究中世纪政治、思想史和艺术，以其1927年关于神圣罗马皇帝腓特烈二世的著作《皇帝腓特烈二世》和关于中世纪君主制和国家的早期现代意识形态的《国王的两个身体》而闻名。他是美國哲學學會和美国文理科学院院士。